# Claus Redl
Claus Wilhelm Redl (* 28. November 1954 in München, Deutschland) ist ein deutscher Komponist, Musiker, Entertainer und Bandleader.

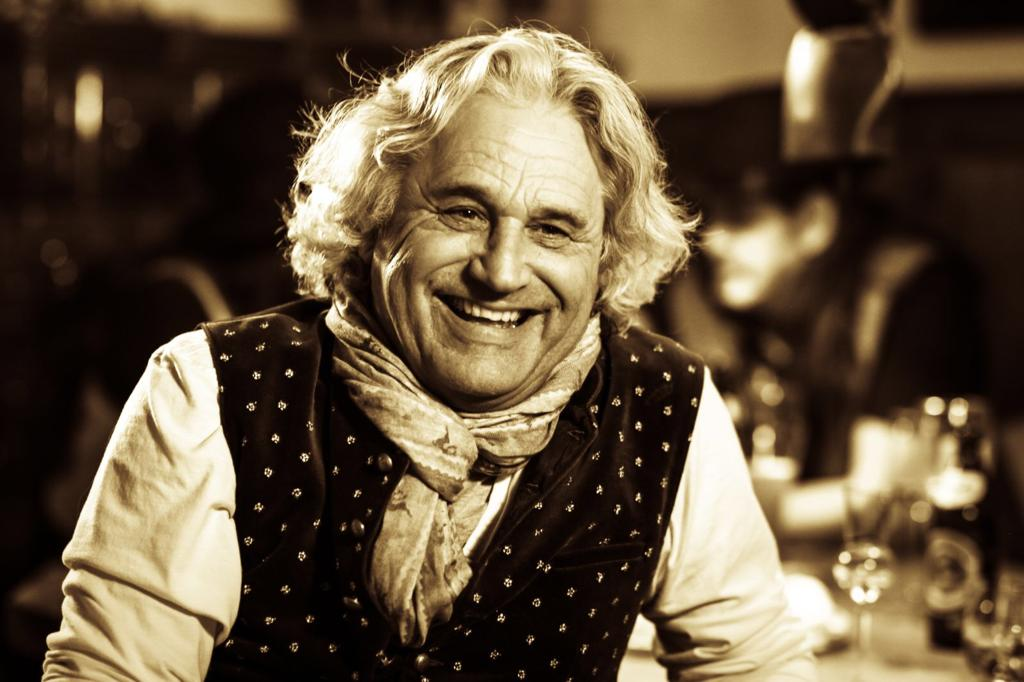
Claus W. Redl, 2019

## Leben und Wirken
Claus W. Redl komponierte mehrere Schlager und Songs, die von verschiedenen Musikern gespielt und teils auf LP oder CD veröffentlicht wurden.
Zu seinen bekanntesten Werken gehören die beiden Titel der Fernsehserie Monaco Franze, Spatzl, schau wie i schau sowie Der Stenz. Gesungen von dem Darsteller des Monaco Franze, dem Schauspieler Helmut Fischer, wurde das erste Stück als Single-Schallplatte sowie auf mehreren Sampler-CDs veröffentlicht. 1983 komponierte er die Musik für den deutschen Schlager Männer, mit dem die dänisch-deutsche Sängerin Dorthe Kollo, die damals als Dorthe auftrat, sich an der deutschen Vorentscheidung für den Eurovision Song Contest 1983 beteiligte und das Semi-Finale erreichte.
Redl betätigt sich als Piano-Entertainer und hatte bereits viele nationale und internationale Auftritte, unter anderem bei Veranstaltungen und Events, in Pianobars und auf Kreuzfahrtschiffen. Sein Repertoire umfasst mehr als 2000 Songs, vor allem melodische Jazzstandards, Oldies und Evergreens sowie Titel der österreichischen Liedermacher wie Ambros, Danzer, Fendrich und andere.
Er leitete 10 Jahre lang das Arcus Alpha Orchestra, das Vorreiter des späteren Claus Williams Orchestra war, das 15 Jahre als Showband beim Münchener Fasching und auf zahlreichen anderen Events auftrat.
Darüber hinaus engagiert sich Redl in der Musikförderung von Kindern; so unterrichtet und fördert er neben seiner Tätigkeit als Musiker seit über 20 Jahren talentierte Schülerinnen und Schüler des privaten und staatlich anerkannten Gymnasiums Kleines privates Lehrinstitut Derksen in München.
Redl war mit der Schauspielerin und Synchronsprecherin Madeleine Stolze verheiratet. Der Sohn von Redl und Stolze ist Domenic Redl, Schauspieler (Die Wilden Kerle) und Synchronsprecher (Findet Nemo, Urmel aus dem Eis u. a.).

## Veröffentlichungen (Auswahl)
- 1980: Claus: Danielle / Addio. Deutscher Schlager; Musik, Text u. Gesang: Claus W. Redl; Single, Label: Pick.
- 1981: Sieben Jahre. Deutscher Schlager; Musik, Text u. Gesang: Claus W. Redl; LP, Label: Pick.
- 1987: Spatzl, schau wie i schau. Gesang: Helmut Fischer; Single-Schallplatte.
- 2007: Spatzl, schau wie i schau. Gesang: Helmut Fischer; auf der Sampler-CD: Bayerns beste Bayern. Folge 1, Label: Koch International.
- 2007: Der Stenz. Gesang: Helmut Fischer; auf der Sampler-CD: Bayerns beste Bayern. Folge 2, Label: Koch International.

## Werke (Auswahl)
- 1983: Spatzl, schau wie i schau. Musik für Schlager im bayerischen Dialekt (Text: Cornelia Willinger, Gesang: Helmut Fischer).
- 1983: Der Stenz. Musik für Schlager im bayerischen Dialekt (Text: Cornelia Willinger, Gesang: Helmut Fischer).
- 1983: Männer. Musik für Schlager (Text: Wolfgang Hofer, Gesang: Dorthe Kollo / Teilnahme an der deutschen Vorentscheidung für den Eurovision Contest 1983[1]).
- 1984: In Casablanca. Tanz- und Unterhaltungsmusik, mit Thomas Strasser (Klavierarrangement); Edition Rea, München.
- 1984: Wir müssen sparen. Tanz- und Unterhaltungsmusik, mit Thomas Strasser (Klavierarrangement); Edition Rea, München.
- o. J.: Oida Spezl. Musik für Sprechstück (Sprechrolle: Michael Habeck[2]).
- o. J.: Ois was rund is. Musik für Sprechstück (Sprechrolle: Michael Habeck[2]).